# Вілберфорс (Огайо)
Вілберфорс (англ. Wilberforce) — переписна місцевість (CDP) в США, в окрузі Грін штату Огайо. Населення — 2410 осіб (2020).

## Географія
Вілберфорс розташований за координатами 39°42′51″ пн. ш. 83°53′5″ зх. д. / 39.71417° пн. ш. 83.88472° зх. д. (39.714149, -83.884739).  За даними Бюро перепису населення США в 2010 році переписна місцевість мала площу 8,04 км², з яких 7,98 км² — суходіл та 0,06 км² — водойми.

## Демографія
Згідно з переписом 2010 року, у переписній місцевості мешкала 2271 особа в 242 домогосподарствах у складі 161 родини. Густота населення становила 282 особи/км².  Було 311 помешкання (39/км²).
Расовий склад населення:
| - 82,3 % — чорних або афроамериканців - 12,9 % — білих - 0,2 % — корінних американців - 0,1 % — азіатів |

До двох чи більше рас належало 4,3 %. Частка іспаномовних становила 1,8 % від усіх жителів.
За віковим діапазоном населення розподілялося таким чином: 6,5 % — особи молодші 18 років, 89,1 % — особи у віці 18—64 років, 4,4 % — особи у віці 65 років та старші. Медіана віку мешканця становила 20,5 року. На 100 осіб жіночої статі у переписній місцевості припадало 94,4 чоловіків;  на 100 жінок у віці від 18 років та старших — 96,0 чоловіків також старших 18 років.
Середній дохід на одне домашнє господарство  становив 89 639 доларів США (медіана — 104 821), а середній дохід на одну сім'ю — 96 552 долари (медіана — 110 517). За межею бідності перебувало 4,8 % осіб, у тому числі 0,0 % дітей у віці до 18 років та 0,0 % осіб у віці 65 років та старших.
Цивільне працевлаштоване населення становило 894 особи. Основні галузі зайнятості: освіта, охорона здоров'я та соціальна допомога — 29,9 %, мистецтво, розваги та відпочинок — 22,0 %, роздрібна торгівля — 15,1 %, науковці, спеціалісти, менеджери — 13,9 %.